# Cmentarz żydowski w Paczkowie
Cmentarz żydowski w Paczkowie – kirkut został założony w pierwszej połowie XIX wieku. Znajdował się on poza granicami miasta, w pobliżu obecnego sztucznego Zalewu Paczkowskiego, za terenami wodociągowymi. Podczas II wojny światowej hitlerowcy zdewastowali kirkut. Po wojnie lokalna ludność rozgrabiła większość macew.
Na powierzchni około 0,5 ha nie zachowała się żadna macewa. Na terenie kirkutu znajduje się las. Pomiędzy gęstymi krzakami można odnaleźć podmurówki oraz fragmenty rozbitych macew. Kirkut jest zdewastowany i zaniedbany.